# 森澤寛二
森澤 寛二（もりさわ かんじ、1934年（昭和9年）- ）は、日本の実業家。元・伊藤忠商事副社長、顧問を経て岡山県高梁市の市政アドバイザーを務める。

## 人物・来歴

### 生い立ち
1934年（昭和9年）父親の仕事の関係で旧満州に生まれる。終戦後、中学2年の時に親の実家のある高梁へ引き揚げた。その後、岡山県立高梁高等学校へ進学した。高梁高校時代は、同期に富士銀行頭取を務めた橋本徹が友人にいる。高校卒業後、慶応義塾大学へ進学。1955年（昭和30年）頃、東京での学生の生活費は月1万円程度であり、仕送りと育英会援助やアルバイトで捻出した。二年間、同郷の大学友人と同じ下宿で生活し、たまに友人の実家から送られてくる米や野菜で食事をつくってたべる生活だったと語っている。慶應大学では、国際経済学を学び、父に海外経験があったことや親族も海外に赴任していたこともあり、海外に親近感を持っていた。ロンドンに駐在する義兄の勧めで伊藤忠商事に入社した。

### 伊藤忠商事時代
入社１年目に大阪本社の輸出繊維機械課に配属となった。多忙な職場であり、朝の清掃やインク注ぎ等の雑用も新入社員の仕事だったがそれはそれで楽しかったと本人は語っている。翌年ドイツの大学での研修のため異動となった。研修後、伊藤忠商事へ戻った森澤は、プラントと航空宇宙分野でキャリアを積んだ。1966年（昭和41年）ドイツ駐在時、東ドイツへの電球ガラス製造プラントの輸出を、主担当として手がけた。日本のガラスメーカーをパートナーとしてプロジェクトに臨んだが、小さな案件ながらも製造保証や技術指導まで幅広くカバーする契約であった。技術的な問題に加え東西冷戦の影響も反映し、タフネゴシエーションとなった。輸出入銀行のファイナンスを付けたり、東ドイツが共産国であることより、見返り輸入の問題もあり大変勉強になったと語っている。後に、サウジアラビア向けのメタノールプラントや海水淡水化プラントの輸出など大型案件を手がけたが、本人は、ドイツでの経験が活きたと思っている。
また、日本の国会においても1997年（平成9年）、伊藤忠商事の副社長として、参考人として外為法の改正に際し以下の意見をした。
本日は、外国為替及び外国貿易管理法の改正に関して五つの項目で意見を述べます。まず、外為審議会の議論は、金融・資本市場の問題点に対して強い危機感を共有し、官民一体で進められたことを高く評価しています。外為法改正は、過剰な規制が競争力を低下させ、金融市場の空洞化を招く現状を打破する意義があります。改正後は、事前許可や届け出の廃止により、内外取引が自由化され、競争原理が強化されます。これにより、新たなビジネス機会が拡大する一方で、市場参加者には自己責任原則に基づく厳格な規範遵守が求められます。さらに、金融市場の国際競争力を高めるためには、税制や会計制度などの基本的な金融インフラの整備が重要です。報告制度については、規制強化によって取引が海外に流出することを避けるため、負担軽減が必要です。最終的に、この改正が成功すれば、東京市場はニューヨークやロンドンと並ぶ国際的な金融・資本市場に成長し、我が国の経済にも大きなプラス効果をもたらすと期待しています。

## 人物像
目の前にある仕事をやり切ることが大切である。社内の皆が立居振舞いを見ており、その評価は、押し並べて公平と信じて取り組むことである。と語っており、幼少期は戦中戦後の厳しい時代であったがそれなりに楽しかった。現代の子どもは恵まれ過ぎていて選択肢が多すぎるように感じる。子どもは時代や環境が違っていても、目の前にある目標に集中させることにより育てることができると考えている。子どもの教育に限らず、自分たちが受け継いできたものを次の世代に伝えようとすることが大切であると思っている。と述べている。
また、さまざまな困難を乗り越えてこられた原動力は何かを聞かれた際に森澤は、以下に述べている。